# Orobitis
Orobitis är ett släkte av skalbaggar som beskrevs av Ernst Friedrich Germar 1817. Orobitis ingår i familjen vivlar.

## Dottertaxa tillOrobitis, i alfabetisk ordning[1][2]
- Orobitis altus
- Orobitis anceps
- Orobitis assimilis
- Orobitis bimaculatus
- Orobitis campanulae
- Orobitis cardinatus
- Orobitis cepicolla
- Orobitis cochleariae
- Orobitis contractus
- Orobitis cupreus
- Orobitis cyaneus
- Orobitis depressicollis
- Orobitis erysimi
- Orobitis ferrugineus
- Orobitis floralis
- Orobitis fractipes
- Orobitis geranii
- Orobitis gibbosa
- Orobitis gigantea
- Orobitis globosus
- Orobitis gonopterus
- Orobitis impunctus
- Orobitis lambitus
- Orobitis lythri
- Orobitis marmoreus
- Orobitis niger
- Orobitis nigrinus
- Orobitis novalis
- Orobitis nucula
- Orobitis pseudacori
- Orobitis quercus
- Orobitis repens
- Orobitis rubetra
- Orobitis rubicundus
- Orobitis signatus
- Orobitis strigicollis
- Orobitis tamarisci
- Orobitis teter
- Orobitis trachyptomus
- Orobitis viscariae